# For the Masses
For the Masses är ett album som består av olika artisters tolkningar av Depeche Modes låtar. Både namnet och framsidan på albumet är baserat på bandets album Music for the Masses.

## Låtar på albumet
Alla låtar är skrivna av Martin Gore.
1. "Never Let Me Down Again" med The Smashing Pumpkins – 4:01
2. "Fly on the Windscreen" med God Lives Underwater – 5:22
3. "Enjoy the Silence" med Failure – 4:20
4. "World in My Eyes" med The Cure – 4:51
5. "Policy of Truth" med Dishwalla – 3:45
6. "Somebody" med Veruca Salt – 4:05
7. "Everything Counts" med Meat Beat Manifesto – 5:24
8. "Shake the Disease" med Hooverphonic – 3:59
9. "Master and Servant" med Locust – 3:40
10. "Shame" med Self – 4:12
11. "Black Celebration" med Monster Magnet – 4:16
12. "Waiting for the Night" med Rabbit in the Moon – 7:34
13. "I Feel You" med Apollo Four Forty – 5:21
14. "Monument" med GusGus – 5:21
15. "To Have and to Hold" med Deftones – 2:53
16. "Stripped" med Rammstein – 4:44